# Besnik Bekteshi (Basketballspieler)
Besnik Bekteshi (* 16. Januar 1993 in Ferizaj, damals Uroševac, Provinz Kosovo und Metochien) ist ein deutscher Basketballspieler.
Bekteshi hatte einen hoffnungsvollen Karrierebeginn als deutscher Jugendauswahlspieler, wo er unter anderem bei der U17-Weltmeisterschaft in Hamburg überzeugte und als Ludwigsburgs Sportler des Jahres 2010 geehrt wurde. Im Erwachsenenbereich wurde Bekteshi immer wieder durch Verletzungen zurückgeworfen und absolvierte nach einem Kreuzbandriss im März 2013 kein Spiel in der Saison 2013/14. Seine Rückkehr erfolgte in der ProA-Spielzeit 2014/15 für den ehemaligen Erstligisten Gießen 46ers, er wurde hier für seine Leistungen im Oktober 2014 als Youngster des Monats geehrt.

## Karriere
Bekteshi begann mit dem Basketball beim VfL Kirchheim unter Teck und wechselte 2009 zur Basketballakademie (BBA) des Erstligisten aus Ludwigsburg. In der Nachwuchs-Basketball-Bundesliga (NBBL) 2009/10 wurde Bekteshi als bester „Rookie“ (Neuling) geehrt und erreichte mit der U17-Nationalmannschaft des DBB beim renommierten Albert-Schweitzer-Turnier 2010 für U18-Nationalmannschaften einen hervorragenden dritten Platz, als man überraschend die US-amerikanische Jugendauswahl im Spiel um den dritten Platz besiegte. Bei der folgenden U17-Weltmeisterschaft im Sommer, bei der der DBB Gastgeber in Hamburg war, gewann die Auswahl nach zwei Auftaktsiegen nur noch ein Spiel und belegte den achten Platz. Bekteshi führte die Mannschaft in erzielten Punkten, Vorlagen und Ballgewinnen an, während der gebürtig aus Serbien stammende Bogdan Radosavljević bester Rebounder der Auswahl war. In der folgenden Saison 2010/11 hatte Bekteshi, der ansonsten neben der Juniorenmannschaft in der NBBL auch im Erwachsenenbereich in der Regionalliga für die BSG Ludwigsburg spielte, mittels Doppellizenz erste Einsätze in der Basketball-Bundesliga für den Erstligisten EnBW Ludwigsburg. Zu Jahresbeginn 2011 wurde er für seine Leistungen in 2010 von der Stadt Ludwigsburg als Sportler des Jahres 2010 geehrt.
In der Saison 2011/12 kam Bekteshi in der Erstligamannschaft in Ludwigsburg nur zu zwei Kurzeinsätzen und spielte neben der NBBL ansonsten für die Seniorenmannschaft seines Stammvereins und Ludwigsburger Kooperationspartners Kirchheim Knights in der zweithöchsten deutschen Spielklasse ProA. Nachdem Bekteshi mit der BBA Ludwigsburg letztmals die Chance auf einen Einzug ins Top Four der NBBL verpasst hatte, belegte er mit den Knights einen zweiten Hauptrundenplatz in der ProA-Spielrunde 2011/12 und erkämpfte sich in den Play-offs die Vizemeisterschaft der Liga sowie das sportliche Aufstiegsrecht in die höchste Spielklasse, welches die Kirchheimer in Folge der Infrastrukturauflagen der Bundesliga nicht wahrnehmen konnten. Im Sommer 2012 erreichte Bekteshi wieder mit Auswahltrainer Frank Menz als jüngerer Spieler mit der Junioren-Nationalmannschaft einen guten fünften Platz bei der U20-Europameisterschaft. In der Bundesliga-Spielzeit 2012/13 kam Bekteshi in der höchsten Spielklasse zu 14 Einsätzen von knapp sechs Minuten pro Spiel, doch sowohl die Ludwigsburger als auch die Kirchheimer belegten am Ende der Spielzeit in ihren jeweiligen Spielklassen einen Abstiegsplatz und konnten den Klassenerhalt nur mit Hilfe von „Wildcards“ erreichen. Bekteshi erlebte das Saisonende nicht auf dem Parkett mit, nachdem er bereits früher Knieprobleme hatte, erlitt er Ende März einen schweren Kreuzbandriss.
Nachdem Bekteshis Vertrag durch den sportlichen Abstieg ausgelaufen war, blieb er in Schwaben und wechselte jenseits der württembergischen Staatsgrenze zu den Weißenhorn Youngstars, dem Kooperationspartner des Erstligisten Ratiopharm Ulm. Bekteshis Rekonvaleszenz zog sich jedoch länger hin und so bestritt er für den Drittligisten in der ProB-Spielzeit 2013/14 kein Meisterschaftsspiel. Stattdessen wechselte er zur ProA-Saison 2014/15 eine Spielklasse höher zum ehemaligen Erstligisten und Altmeister Gießen 46ers, bei dem er erfolgreich seine Rückkehr beging. In der Saison 2014/15 sollte Bekteshi mit Doppellizenz unter anderem auch für den Gießener Kooperationspartner Licher BasketBären eine Spielklasse unter seinem ehemaligen Ludwigsburger Trainer Steven Key spielen, doch schließlich war Bekteshi nur für die Gießener im Einsatz und wurde im November 2014 zum Youngster des Monats Oktober 2014 in der ProA gewählt. Nach einer starken Hinserie in der ProA 2014/15 wurde er nach der Meisterschaft und dem Aufstieg der Gießener schließlich auch zum Youngster des Jahres der ProA gewählt. Trotzdem verließ Bekteshi den Erstliga-Rückkehrer und blieb in der ProA, wo er zurück zu den Knights nach Kirchheim wechselte.
Zur Saison 2016/17 wechselte er zum Bundesliga-Aufsteiger SC Rasta Vechta. Nach dem Abstieg von Vechta am Ende der Saison 2016/2017 verließ Bekteshi den Club wieder, Mitte Juni 2017 vermeldeten die RheinStars Köln aus der 2. Bundesliga ProA seine Verpflichtung. Nach dem Rückzug der Kölner in die dritte Spielklasse wurde am 25. Mai 2018 bekannt, dass sich Bekteshi dem Bundesliga-Absteiger Tigers Tübingen anschließt. Dort unterschrieb er einen Einjahresvertrag mit Option auf ein weiteres Jahr. Letztlich blieb er bis 2021. Im Anschluss an die Saison 2020/21, in der ihm eine Verletzung am Sprunggelenk zusetzte, kam es zur Trennung.
Ende September 2021 holte ihn Kirchheim zurück. Er verließ die Mannschaft im Sommer 2023 und wechselte zu KB Ylli ins Kosovo. Im Januar 2024 ging Bekteshi nach Deutschland zurück: Er schloss sich dem Zweitligisten BBC Bayreuth an. Für die Oberfranken bestritt er bis zum Ende des Spieljahres 2023/24 neun Zweitligaeinsätze, in denen er es auf einen Mittelwert von 3,2 Punkten brachte, anschließend kam es zur Trennung.